# Pukdale
Pukdale is een bestuurslaag in het regentschap Kupang van de provincie Oost-Nusa Tenggara, Indonesië. Pukdale telt 2141 inwoners (volkstelling 2010).